# Људевит Гај
Људевит Гај (Крапина, 8. јул 1809 — Загреб, 20. април 1872), рођен као Лудвиг Гај, био је политичар, лингвиста, идеолог, новинар и књижевник. Био је једна од средишњих фигура панславистичког Илирског покрета.

## Биографија

### Младост
Гај се родио у Крапини (у тадашњој Вараждинској жупанији унутар краљевине Хрватске и Славоније) од родитеља Јохана фон Гаја, апотекара и мајке Јулијане Шмит. Одрастао је у домаћинству у коме се "мислило и говорило" немачким језиком. На школовању у Бечу, Грацу, Лајпцигу и Пешти долази у контакт с националном омладином. На формирање националне свести за њега је било пресудно студирање филозофије у Грацу 1828. године и пријатељство са Деметром и Балтићем, са којима је већ тада основао први "Илирски клуб". У Грацу је млади Гај научио "штокавштину". На студијама права у Пешти 1829. године упознаје Јана Колара, словачког књижевника који је развио идеју о словенској узајамности чију идеју Гај касније прихвата.

### Књижевни рад
Гај је рано почео са објављивањем књига. Његова брошура од 36 страна о дворцима у његовом округу, написана на немачком језику, појавила се 1826. године као Die Schlösser bei Krapina (ср. Крапински Двори).
Његова здравица Još Horvatska ni propala (ср. Још Хрватска није пропала), написана 1833. године, била је најпопуларнија песма у Хрватској онога доба, а пева се још и данас. Они носе изразито књижевна обележја: живих слика и догађаја, доброг стила и складне композиције, Барац их је прибрајао међу најбољу хрватску прозу у доба илиризма.
Још 1829. године предлагао је Гај да се у Загребу установи једно књижевно друштво а уз њега и музеј. Идеју је образложио опет 1836. године на хрватско-славонском сабору.
Године 1830. у Будиму штампа књижицу Kratka osnova horvatsko-slavenskog pravopisana (ср. Кратка основа хрватско-словенског правописа), први општеприхваћени хрватски правопис након дела Игњата Ђурђевића и Павла Ритера Витезовића. Писана је двојезично, на хрватском и немачком језику, а по узору на већ устројени чешки правопис уводи за сваки глас у хрватском језику по један знак у латиничном писму. Постао је средишња личност око које се окупљају млади, надарени интелектуалци, вођени истом идејом. Године 1834. успело му је оно што петнаест година раније Шпореру није, наиме, прибавити краљевску сагласност за покретање хрватских дневних новина с књижевним прилогом. Напокон, 6. јануара 1835. појавиле су се „Novine Horvatske“ (ср. Новине хрватске), а 10. јануара и њихов књижевни прилог Danica Horvatska, Slavonska i Dalmatinska (ср. Даница хрватска, славонска и далматинска); био је то велики напредак у остваривању преузетог циља: знак да се хрватска књижевност конституише као јединствена целина. Све до краја 1835. године, та гласила водиће препородни покрет под хрватским именом; само, док ће Novine Horvatske до краја те године излазити на кајкавском, „Danica“ ће упоредо с кајкавским штампати и штокавски писане прилоге. Промена њиховог имена у Ilirske narodne novine (ср. Илирске народне новине) и Danicu ilirsku (ср. Даница илирска), почетком 1836, значила је корак даље у спровођењу Гајевих замисли. Године 1835, тачније 5. децембра те године, Гај је објавио проглас о напуштању кајкавског дијалекта и старог правописа и о прихватању штокавштине и новог правописа. У складу с тим и његов лист је штампан новим правописом и штокавским наречјем.
Покрет је успео окупити већи део хрватске интелигенције, и позивајући се на књижевну традицију Дубровника и Далмације, усмену књижевност на штокавском, прихватио штокавско наречје за основу хрватског језичког стандарда. Покрет је успео да се у свим хрватским срединама прихвати језички стандард заснован на новоштокавским говорима, да се установе почетне правописне и граматичке норме, да се одбаци кајкавски књижевни језик. Покрет је успео учврстити националну свест Хрвата, развити књижевност на новим основама, па се зато радије говори о хрватском народном препороду.

### Под старе дане
Гај је у врхунцу своје снаге 1840. године посетио царску Русију, а 1846. године и кнежевину Србију. Најзаслужнији је за инсталацију хрватског бана Јелачића 1848. године, који ће му међутим убрзо постати непријатељ. Све је кренуло наопако 1848. године, са афером око српског кнеза Милоша Обреновића. Због оптужби да је заточио у загребачком хотелу "Ловачки рог", и уценом узео новац старом Обреновићу. Радило се о 17.000 ф. у банкнотама и приде 2.000 златних дуката, наводно прибављених за политички рад. Јелачић је избавио Обреновића из ропског положаја, а овај је прешао у Љубљану, одакле је поднео тужбу. Након спроведене истраге коју је наредио Јелачић, иако ствар није до краја рашчишћена, јер се кнез није хтео или смео суочити са оптуженим, претрпио је Људевит јавне критике (од стране политичких непријатеља) и изгубио дотадашњи углед: Он је преконоћ, 10. липња (јуна) 1848. године политички уништен. Са временом Гај све више губи друштвени утицај, а дочекао је 1853. године да га оптужи власт за наводну велеиздају. Сакцински га је покушао касније рехабилитовати. Од тих невоља се није више повратио. Живео је повучено и немаштини, радећи у својој штампарији. Умро је разочаран и заборављен од многих 1872. године у Загребу, и сахрањен на Јурјевском гробљу.

## Илирство и хрватство
На Људевита Гаја и његово илирство су велики утицај имала дела Павла Ритера Витетовића (1652-1713), хрватског политичког идеолога и историчара. Витезовић је својим радом оставио велики утицај на питање језика и националног идентитета, а његовим тезама ће се користити и Илиристи попут Гаја.
Гај је постигао да илирска идеја буде прихваћена у Хрватској. Za Ilirstva ne biaše drugo nego da budeš Ilir ili Magjaron. Reći da si Hervat, znamenova da si Magjaron. (ср.За Илирство не бијаше другог него да будеш Илир или Мађар. Рећи да си Хрват, значи да си Мађар). Тако је, послије три деценије, посведочио већ првом реченицом својих мемоара сам Анте Старчевић. И док је Витезовић био носилац хрватске свести одјевене у рухо илирског мита, Гај и препородитељи истакли су сада илирску мисао прожету хрватским духом. Пуних седам година трајаће у Хрватској илирски занос и давати тон целокупном народном животу. Име народа и територије, језика и књижевности: све је било подвргнуто илирској идеји, све је носило илирско име. Мноштво песама испевано је у славу Велике Илирије и илирског јединства. Краљевска наредба о забрани илирског имена изашла је 17. јануара 1843. године, с образложењем да краљ неће заустављати развитак народног језика, али ни допустити да се међу његовим поданицима сеје семе раздора; а да би се створили услови за слогу и сарадњу међу њима, и уклонило огорчење које илирство изазива код Мађара, забрањује се назив илиризам, илирски и Илирија за Хрватску и Славонију те за њен народни језик и књижевност.
Сутрадан је краљевска наредба била проглашена у Загребу; тога дана, 18. јануара 1843. године, изишле су Ilirske narodne novine (ср. Илирске народне новине) последњи пут. И као да се ништа није догодило: већ идући број изашао је под насловом Narodne novine (ср. Народне новине), с књижевним прилогом који се опет зове као и у првој години излажења Danica Horvatska, Slavonska i Dalmatinska (ср. Даница хрватска, славонска и далматинска). Седмогодишња илирска епизода била је тако завршена; али раздобље хрватског народног препорода није тиме ни прекинуто ни завршено. Препородни покрет наставио је да делује на истим основама, хрватским, на којима је и почео осам година раније. Било је то могуће управо зато што је и сам Гај краљевски декрет примио без протеста. Забрана илирског имена је ублажена почетком 1845: "хрватско-словенски књижевни језик" је могао бити назван илирским ако то не би значило неке политичке претензије.

## Људевит Гај и српски језик
Поједини српски интелектуалци су сматрали да је Људевит Гај само присвојио стандард српског језика који је установио Вук Караџић, ради постизања политичких циљева уједињења свих јужнословенских католика око Загреба. И поједине тврдње Људевита Гаја иду томе у прилог које говоре да је сматрао илирски језик српским:
"Како да се препиремо што је код Србљах народно, што ли није, код Србљах, у којих од олтара до чобана ништа бити не може што не би народно било: код Србљах, од којих ми језик у својој мудрости и у свом богатству, и обичаје у својој изврсности и својој чистоћи учити морамо ако хоћемо да илирски живот обновимо: код Србљах који су у светињи свога српства онај народни дух и оно родољубство уздржали, који смо и ми у новије доба, ради слоге, под пространим именом илирства новим животом ускрснули: код Србљах, који су нама од старине све сачували, а којим ми мало али сасвим ништа гледе самога народнога дати не можемо?" 
"a н. п. сав свет знаде и признаје, да смо ми књижевност илирску подигли и увели, ну нама још нити издалека није на ум пало икада твардити, да то није сербски већ илирски језик, паче поносимо се и хвалимо Богу Великому што ми Хервати с братјом Сербљима сада један књижевни језик имамо."
Вук Караџић је сматрао да је једино чакавско наречје прави хрватски језик, а српским језиком он назива све штокавске говоре, што су неки његови савременици, али и наследници, а посебно хрватски филолози, оцењивали као пристрасност и национализам. Међутим, то није било само Вуково мишљење, већ став и многих других тадашњих стручњака попут Јернеја Копитара, Павла Шафарика и других. Они су сматрали да је читаво штокавско наречје српски језик, чакавско наречје прави хрватски, а кајкавско наречје део словеначког језика. У Вуковој студији Срби сви и свуда, између осталог, наводи се да Срби живе у Далмацији, Србији, Војводини, Црној Гори, Босни, Херцеговини, Лици, Славонији, Македонији, Барањи, Дубровнику и Космету. Такође се каже да Срба има и у Истри и Трсту.
Један од најгласнијих у тврдњи да је Људевит Гај присвојио српски језик, зарад политичких циљева, био је српски песник Јован Дучић. Дучић у свом раду Југословенска Идеологија сматра да је Илиризам хтео да Хрвати, присвајајући себи за књижевни језик онај којим су дотле писали само Срби, помоћу заједнице језичне наметну оним другим свој дух хрватско-католичко-аустријски. Кајкавски говор којим се говори око Загреба, и на коме се развијала загребачка књижевност све до Људевита Гаја, није одржавао довољну везу ни међу самим Хрватима, пошто су чакавске области од Истре на Хрватско Приморје до Сења и до неких острва, биле ближе Србима него Хрватима. Југославизам је зато у првом моменту имао да се најпре брани од Срба у тим областима, а тек затим да пређе у напад. Дучић је о томе мислио да како је и цела Дубровачка књижевност писана на српској штокавштини, исто онаквој на каквој су писане и Вукове српске песме, усвајање српског књижевног језика, значило би и анектирати Дубровник за Хрватску, а не оставити га Србима.

Такође су дубровачку књижевност многи сматрали делом српске књижевности. Хрватски историчар, Натко Нодило писао је:
"У Дубровнику, ако не од почетка а оно од памтивијека, говорило се српски, говорило како од пучана тако од властеле; како код куће тако у јавном животу. Јесте истина да су записници разних вијећа водили латински, а прилика је такође да под кнезовима млетачким, њих ради, на вијећима се понешто расправљало и млетачким и којекаквим говором. Него у опћини од млетака ослобођеној, српски је расправни језик."